# Nintendo Seal of Quality
El Sello de calidad de Nintendo (Nintendo Seal of Quality en inglés y actualmente Official Nintendo Seal en las regiones NTSC) es un sello dorado utilizado por primera vez por Nintendo of America, y más tarde por Nintendo of Europe, que aparece en cualquier juego con licencia para su uso en una de sus videoconsolas, denotando que el juego ha sido debidamente autorizado por Nintendo (y, en teoría, ha pasado un control de calidad). El sello también se muestra en cualquier producto licenciado de Nintendo, como tarjetas de intercambio, guías de juegos o indumentaria, aunque con las palabras "Official Nintendo Licensed Product Seal".
Es un sello dorado con forma de estrella con el texto "Original Nintendo Seal of Quality" o "Official Nintendo Seal". El sello es circular en las regiones PAL, como Europa y Australia, y elíptico en las regiones NTSC.
En 2008, el diseñador de juegos Sid Meier citó el Sello de calidad como una de las tres innovaciones más importantes en la historia de los videojuegos, ya que ayudó a establecer un estándar para la calidad de los juegos que protegía a los consumidores del shovelware.